# Wellingsbütteler Mühlen
Die Wellingsbütteler Mühlen in Wellingsbüttel bestanden aus einer Wassermühle und einer Windmühle.
Die Wassermühle wurde um 1620 als Blaumühle und später im Besitz des Gutes Wellingsbüttel als Kornmühle betrieben.
Die 1770 errichtete Windmühle wurde ebenfalls als Kornmühle betrieben. 1779 wurde sie durch ein Feuer zerstört. Nahe der Wellingsbütteler Wassermühle wurde sie wieder aufgebaut und dort bis Ende des 19. Jahrhunderts betrieben, 1918 wurde sie abgebrochen. Durch den Mühlenzwang der Wassermühle war die Windmühle wirtschaftlich benachteiligt, so dass über die gesamte Betriebszeit der Mühle die Betreiber der Windmühlen wiederholt insolvent wurden.

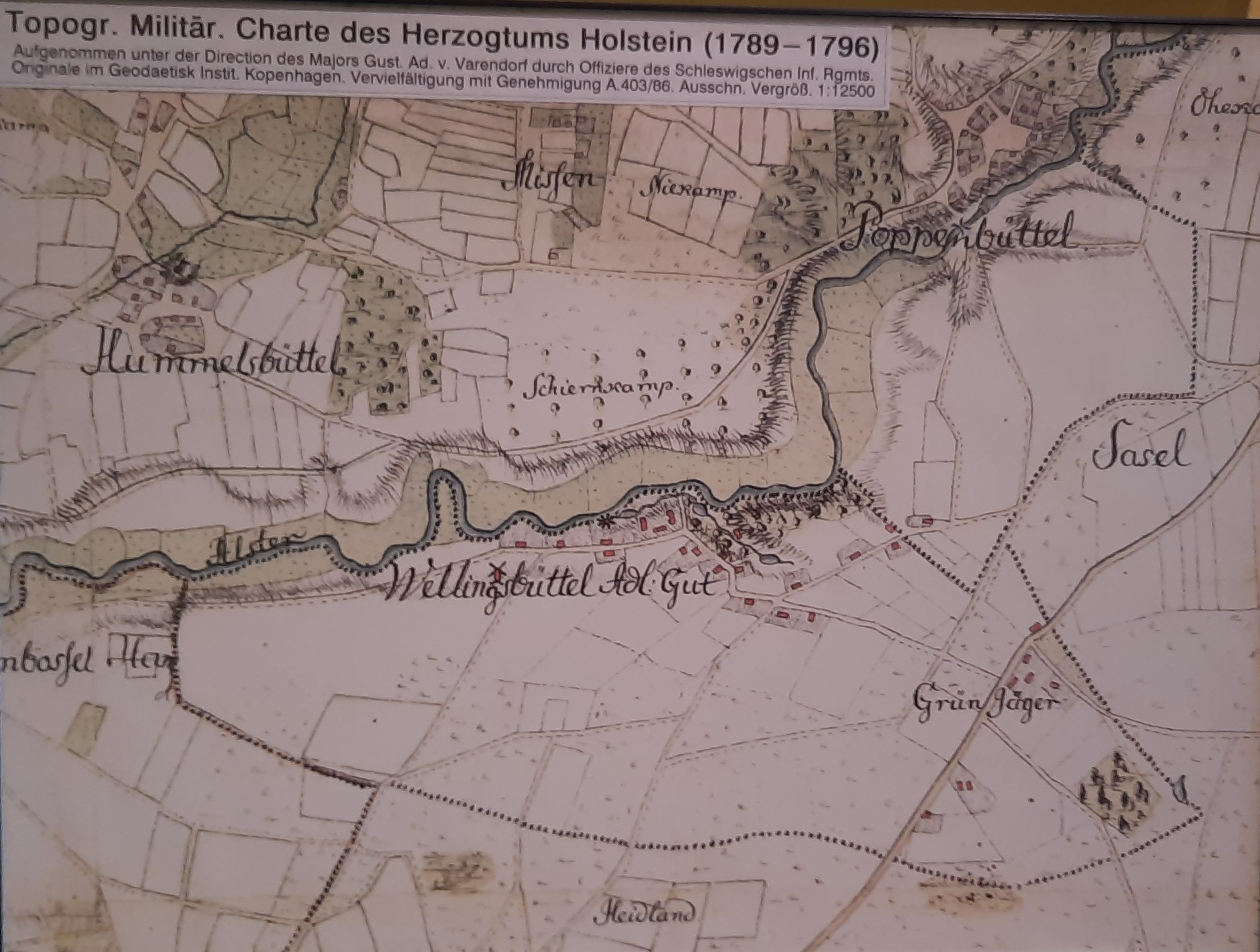
Landkarte von Wellingsbüttel (1789–1796) mit den Standorten der Wasser- und Windmühle

## Geschichte

### Standorte

#### Wassermühle
Die vom Kuhteichbach angetriebene Mühle befand sich kurz vor dessen Einmündung in die Alster, zuvor durchfloss der Bach die Wellingsbütteler Teiche am Gasthof Friedenseiche, den Kuhteich und den Mühlenteich.
Von der bis 1824 betriebenen Mühle existiert heute nur noch der parallel zur Alster verlaufende, langgezogene Mühlenteich, der später in drei Abschnitte unterteilt wurde. Auf dem schmalen Damm zwischen den drei Teichen und der Alster verläuft heute der Alsterwanderweg.

#### Windmühle
Die im Jahr 1770 errichtete Windmühle befand sich an der Grenze des Dorfes Wellingsbüttel zum Dorf Sasel, in der Nähe des Gasthofes „Grüner Jäger“. Als die Mühle im Jahr 1779 durch ein Feuer zerstört wurde, wurde sie an einem anderen Standort, etwa 0,3 Kilometer südwestlich von der alten Wassermühle, zwischen der heutigen Bantschowsraße (ursprünglich Mühlenstraße) und Möhlendannen in Wellingsbüttel, wieder aufgebaut und dort bis Ende des 19. Jahrhunderts betrieben, 1918 wurde sie abgebrochen.

### Wellingsbütteler Wassermühle

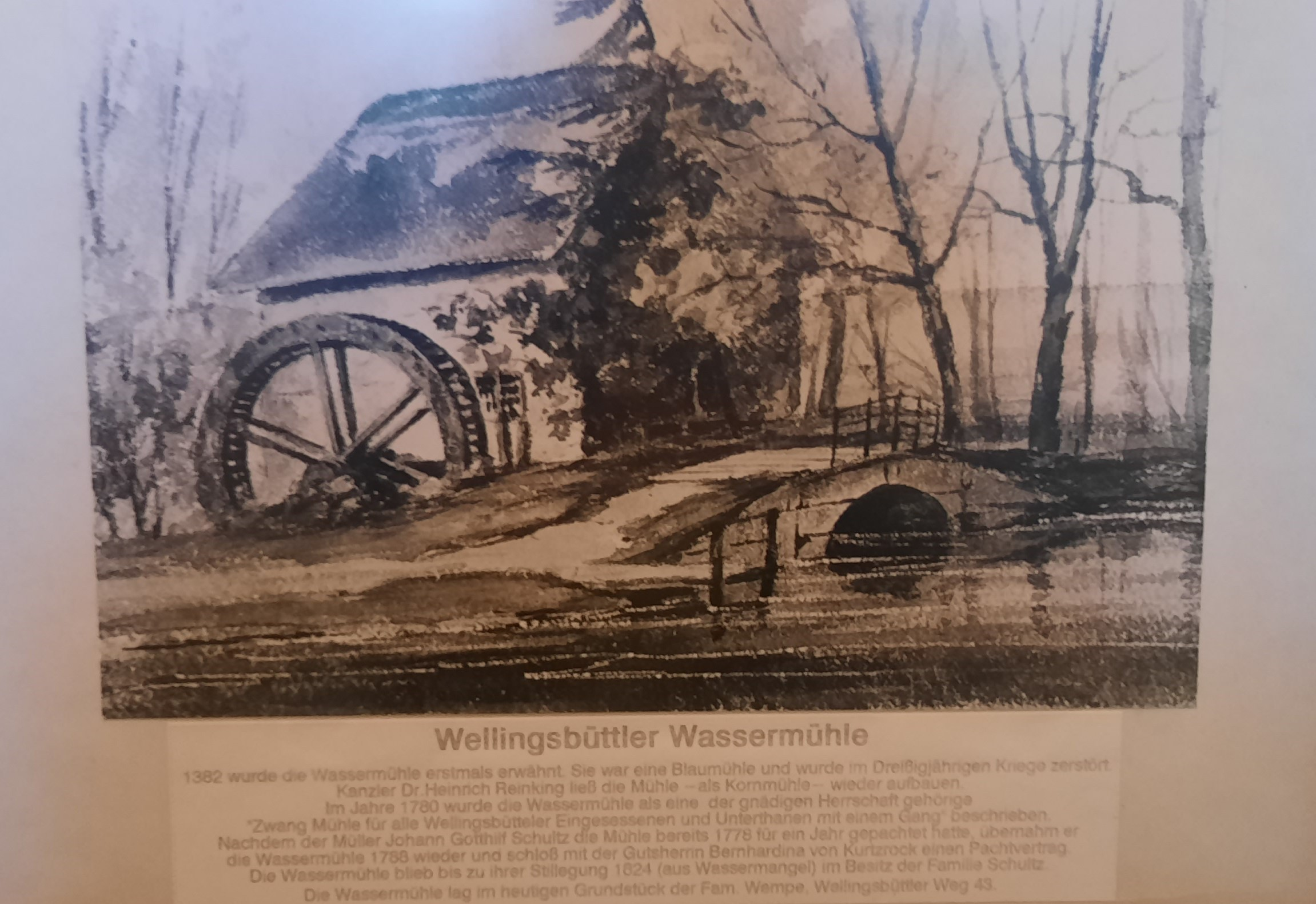
Zeichnung der Wellingsbütteler Wassermühle

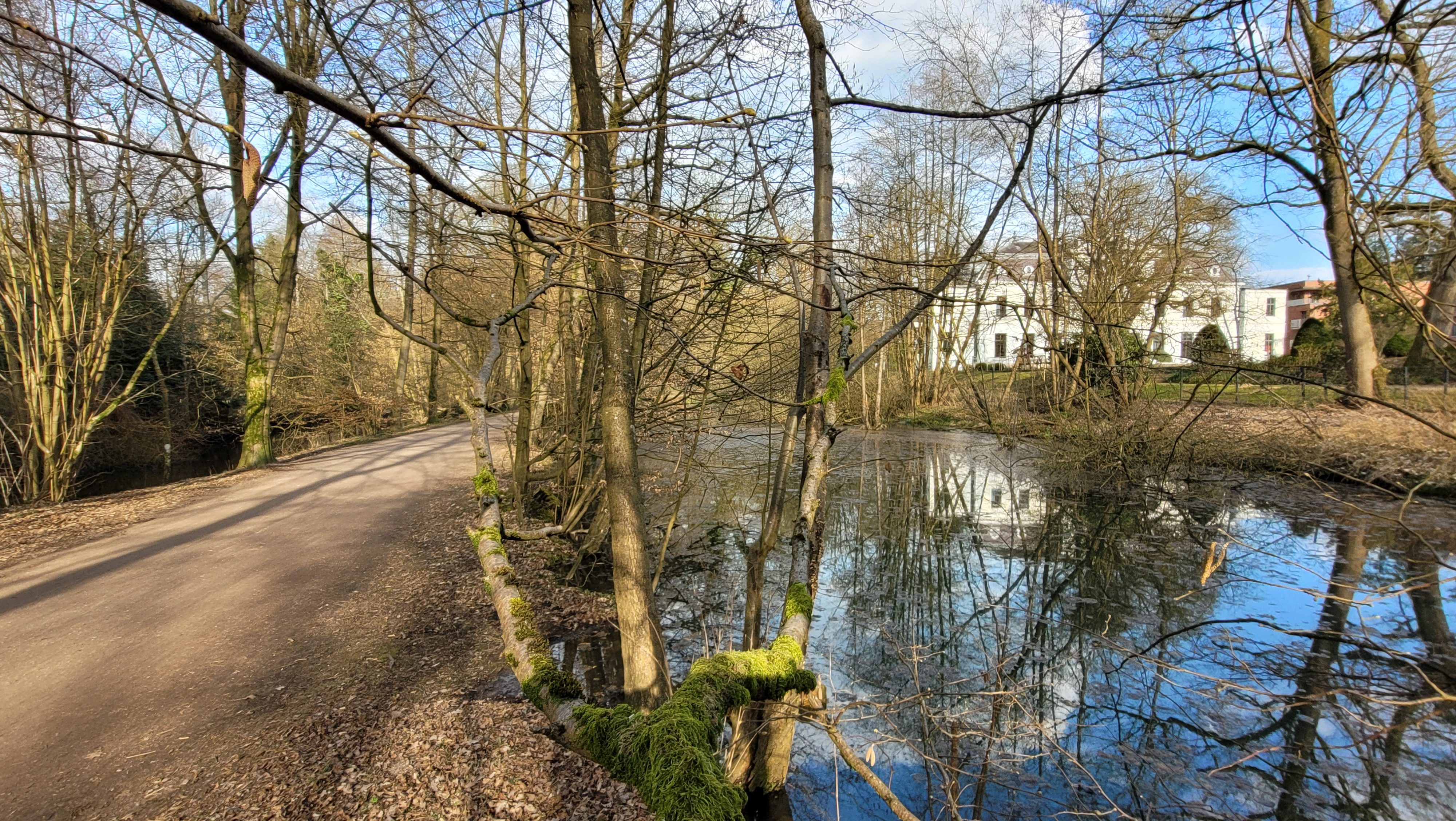
Ehemaliger Wellingsbütteler Mühlenteich, rechts das Herrenhaus, links der Alsterwanderweg und die Alster.

Um 1382 gab es einen ersten Hinweis auf einen Mühlenbetrieb in Wellingsbüttel. Beim Verkauf des Dorfes Wellingsbüttel „mit allem Zubehör“ durch die Knappen Emeke und Marquard Struß an die Hamburger Bürger Marquard und Thomas Oven für 80 Mark wird eine Wasser-Stauung („wate runde stowinge deß waters“) genannt, die auf den Betrieb einer Wassermühle hindeutet.
Im Jahr 1620 wird in einem Pachtvertrag des Gutes Wellingsbüttel (im Besitz von Gerhard Rantzau – an Hermann von Brull für 300 Mark über vier Jahre) das erste Mal eine Mühle in Wellingsbüttel erwähnt und als „blawe“ (Blaumühle) bezeichnet. Der blaue Farbstoff wird aus der Waidpflanze durch Mahlen und Gärung gewonnen und zum Färben von Stoffen genutzt.
Es wird jedoch angenommen, dass die Mühle bereits vor 1620 bestand. Heinrich Rantzau, von 1556 bis 1598 Statthalter des dänischen Königs für die königlichen Anteile am Herzogtum Schleswig und am Herzogtum Holstein, war ab 1572 Besitzer des Gutes Wellingsbüttel. In der Funktion des dänischen Statthalters war er ganz oder teilweise in seinem Besitz von neununddreißig Mühlen und an jeglicher Art von Mühlen interessiert. Von 1572 bis 1627 blieb das Gut Wellingsbüttel im Besitz der Familie Rantzau.
Der Pachtvertrag der Mühle mit Hermann von Brull wurde im Jahr 1628, noch während des Dreißigjährigen Krieges, verlängert. Das dazu angelegte Inventarverzeichnis des Gutes enthielt u. a. „das Meyer Haus, drey Kahten und eine Mühle“. Im Vertrag wurde auch vermerkt, dass die Mühle von Sigmund Morgenrath gebaut und bewohnt worden war und dass die Mühle seit zwei Jahren nicht mehr betrieben wurde. Die geschätzten Kosten für die Reparatur wurden mit 300 Reichstalern beziffert. Zum Ende des Dreißigjährigen Krieges, 1648, wurde die verfallene Blaumühle zu einer Kornmühle umgebaut.
Im Jahr 1673 übernahm Theobald Joseph von Kurtzrock das Gut Wellingsbüttel, das bis 1806 im Besitz der Familie Kurtzrock blieb.
1770 wurde an der Grenze des Dorfes Wellingsbüttel zum Dorf Sasel, in der Nähe des Gasthofes „Grüner Jäger“, eine Windmühle zusätzlich zur Wassermühle errichtet. Am 18. Februar 1770 wurde mit dem Müller Peter Reimers ein Pachtvertrag für das Windmühlenanwesen abgeschlossen.
Vom 1. Mai 1772 wurde die Wassermühle vom Müller Johann Gotthilf Schultz betrieben. 1778 erhielt der Müller Johann Hinrich Fürstenau einen 10-jährigen Pachtvertrag für die Mühle. Nach Ablauf des Vertrages übernahm am 30. April 1788 der von der Windmühle kommende Müller Johann Gotthilf Schultz die Mühle.
Sein über zehn Jahre geltender Pachtvertrag umfasste mit 20 Paragrafen die Nutzung und Unterhaltung der Mühle, die Nutzung des kürzlich errichteten Wohnhauses mit der angrenzenden Wiese, des Mühlenteiches zur Fischzucht und eines Kahns auf der Alster. Weiterhin enthielt der Vertrag Verhaltensregeln im Umgang mit den Mahlgästen und zum Betrieb der Mühle. Die jährliche Pacht für die Mühle belief sich auf 150 Mark. Da der Müller nicht schreiben konnte, erfolgte seine Gegenzeichnung des Pachtvertrages lediglich durch ein Kreuz, zu der Zeit nicht ungewöhnlich. 1798 wurde der Pachtvertrag mit dem Müller um weitere 10 Jahre verlängert.
Für die Wellingsbütteler Wassermühle bestand ein Mühlenzwang, was bedeutete, dass die Bewohner des Dorfes und des Gutes Wellingsbüttel sowie sämtliche Erbpächter „Zwangsmühlengäste“ waren. Nur im Fall eines Wassermangels von zwei und mehr Tagen, in denen die Mühle nicht betrieben werden konnte, bestand kein Mühlenzwang.
Im Lehnsbrief von 1810 an Friedrich Karl Ludwig mit dem Gut Wellingsbüttel wurde die Wassermühle des Gutes erwähnt. Um 1814 war Johann Joachim Schulz Müller der Mühle, die bis 1824 betrieben und später wegen Wassermangel stillgelegt wurde. Damit erlosch auch der Mühlenzwang für die Anwohner des Dorfes und des Gutes.
Am 10. Mai 1854 wurde der Mühlenzwang im Herzogtum Holstein durch Gesetz aufgehoben. Die noch bis 1918 betriebene Wellingsbütteler Windmühle konnte den Mahlbedarf in Wellingsbüttel decken.
Zum Verkauf des Gutes von 1846 an den Hamburger Kaufmann Johann Christian Jauch wurde vermerkt, dass sich die Wassermühle nebst Wohnhaus außerhalb des Hofes befanden. 1847 wurde die Wassermühle abgebrochen, das Mühlenhaus blieb erhalten, bis es im Jahr 1917 durch ein Feuer zerstört wurde.
1887 wurde der Kuhteichbach vor Eintritt in den Mühlenteich in die Alster umgelenkt, so dass der Teich vom Bach nicht mehr durchflossen wurde. Im darauffolgenden Jahr wurde der Mühlenteich durch Bodenauffüllungen in drei separate Teiche unterteilt, die heute noch existieren. Auf dem schmalen Damm zwischen den Teichen und der Alster verläuft heute der Alsterwanderweg.

### Wellingsbütteler Windmühle
Im Jahr 1770 wurde an der Grenze des Dorfes Wellingsbüttel zum Dorf Sasel zusätzlich zur Wassermühle eine Windmühle  errichtet. Die Mühle besaß einen Graupen- und einen Korngang.
Der Pachtvertrag für das Windmühlenanwesen zwischen dem Gutsbesitzer Theobald Josep von Kurtzrock (* 24. März 1703; † 18. Februar 1770) und dem Müller Peter Reimers wurde vermutlich am 21. August 1769 mit dem abgeschlossen. Die jährige Erbpacht für das Windmühlenanwesen betrug 40 Reichstaler oder 120 Mark.
Um die Einnahmen des Mülles zu verbessern, gestattete der Gutsherr dem Müller seinen Mahlgästen auch Bier und Branntwein auszuschenken, letzteren auch selbst zu brennen. Trotz dieser zusätzlichen Einnahmen konnte der Müller das Mühlenanwesen nicht halten.  Die Einnahmen der Mühle waren auch dadurch geschmälert, dass die benachbarte Wellingsbütteler Wassermühle den Satus der Zwangsmühle besaß, womit die Wellingsbütteler Bauern verpflichtet waren, ihr Mehl nur in dieser Mühle mahlen zu lassen.
Am 8. Januar 1776 stand die Windmühle für 8.000 Mark zum Verkauf. Da sich kein Bieter fand, wurde ein Monat später der Kaufpreis auf 6.000 Mark gesenkt, woraufhin sich ebenfalls kein Käufer fand. Erst bei einem Kaufpreis von 3.000 Mark und einer jährlichen Erbpacht von 70 Mark erwarb der Müller Joseph Pracht die Mühle, der die Mühle auch nicht lange halten konnte.
Am 1. Mai 1778 erwarb der Müller Johann Gotthilf Schulz die Mühle, der zuvor Pächter der Wellingsbütteler Wassermühle war. Als am 1. Mai 1788 die Wassermühle zur Disposition stand, gab er die Windmühle wieder auf und kehrte zur Wassermühle zurück.
Nachfolger war der Müller Franz Timmermann, der die Windmühle sechs Jahre betrieb. Am 23. Mai 1797 übernahm der Müller Joachim Conrad Stolzenberg die Mühle.

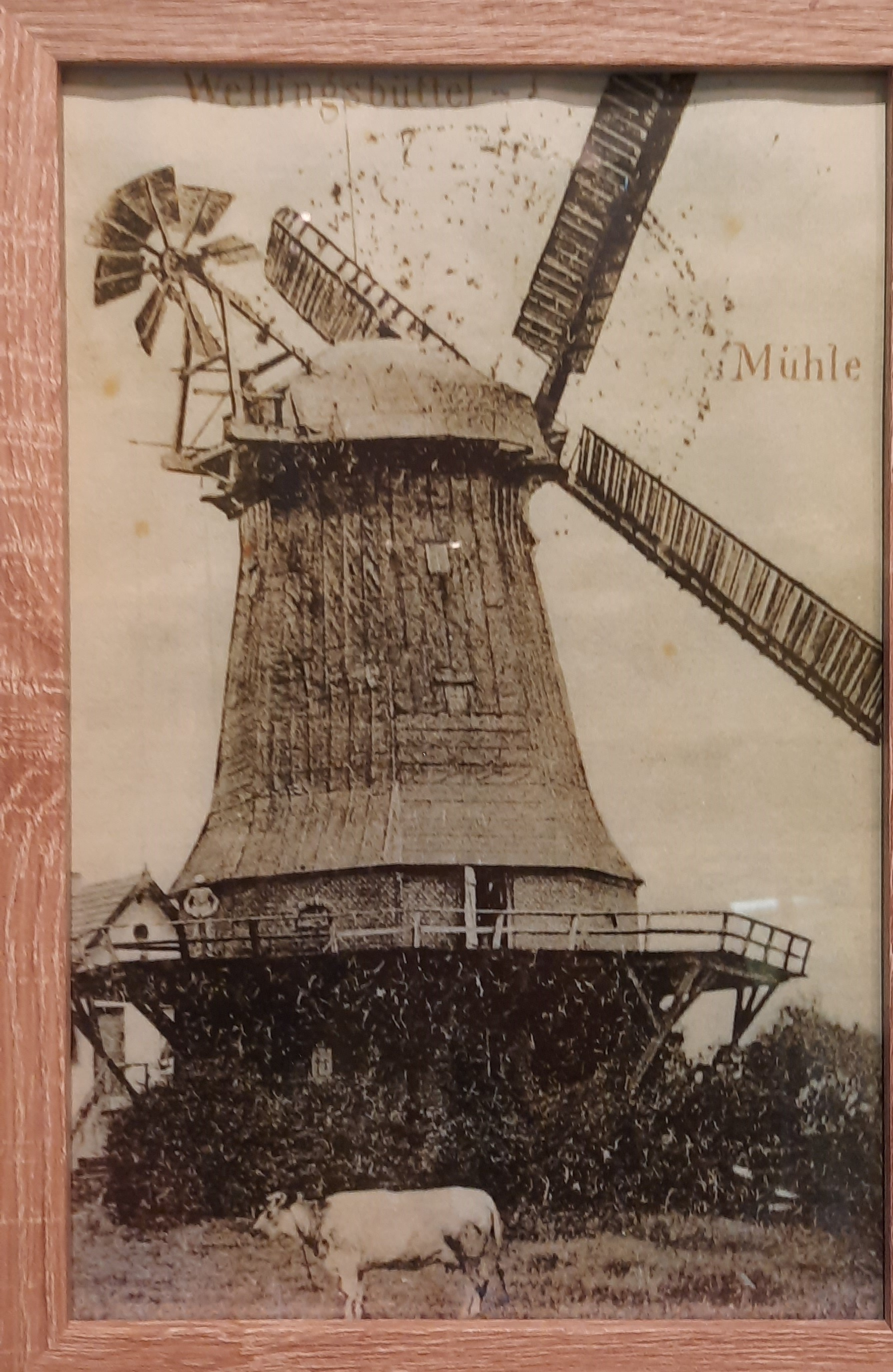
Wellingsbütteler Windmühle von 1866–1918

Am 23. Mai 1797 wurde die Mühle durch ein Feuer vernichtet. Mit der von der Pinneberger Brandgilde gezahlten Geldsumme konnte Stolzenberg die Mühle und das Mühlenhaus wieder aufbauen, jedoch nicht mehr an dem bisherigen Ort, sondern auf dem Stellmannskamp, etwa 0,3 Kilometer südwestlich von der alten Wassermühle.
Die neue Mühle war wie die alte Mühle mit einem Graupengang und einem Mahlgang (Korngang) ausgestattet. Der aus Sandstein bestehende Graupenstein hatte einen Durchmesser von 4 Fuß 11 ½ Zoll und eine Dick von 8 ½ Zoll, der Mahlgang einen Durchmesser von 4 Fuß 9 Zoll. Die Dicke des Grundsteins betrug 10 Zoll und des Läufersteins – aus rheinischem Basaltstein – 13 ½ Zoll.
Auch Joachim Conrad Stolzenberg konnte das Mühlenanwesen nicht halten. Nach mehreren Preisabsenkungen wurde die Mühle am 15. Juli 1800 für 2500 Mark von dem Müller Christoph Detlev Sachs aus Altona ersteigert. Im Februar 1801 verkaufte dieser die Mühle wieder an den Müller Joachim Friedrich Rolffs. Am 4. März 1805 ging der Besitz für 5000 Mark an den Müller Joachim Kracht über. Nach acht Jahren, am 4. Februar 1813 verkaufte er die Mühle an den Müller Hinrich Wilhelm Corell, der bereits nach zwei Monaten verstarb, woraufhin der Müller Phillip Gottfried Witt das Anwesen erwarb. Durch die Belastungen der Befreiungskriege zwischen 1813 und 1816 konnte der Müller seine Hypotheken nicht mehr bezahlen und musste das Anwesen verkaufen. Von einem ursprünglichen Verkaufswert von 7500 Mark, ging die Mühle für 1600 Mark an den Hamburger Jürgen Witte.
1824 war Christian Bork Besitzer des Windmühlenanwesens. Als im selben Jahr die Stilllegung der Wellingsbütteler Wassermühle erfolgte, entfiel auch der mit dieser Mühle verbundene Mühlenzwang, womit sich wirtschaftliche Situation der Windmühle verbesserte. 1854 wurde der Mühlenzwang im Herzogtum Holstein per Gesetz aufgehoben.
Im Jahr 1866 wurde die Windmühle – im Besitz des Müllers Westphal – durch ein Feuer zerstört. Sie wurde am selben Ort wieder aufgebaut.
Der letzte Müller der Windmühle war Bernhard Soltau, der aufgrund der zunehmende Konkurrenz der motorbetriebenen Mühlenbetriebe den Windmühlenbetrieb schließlich aufgab und die die Mühle stilllegte, 1918 wurde die Windmühle abgebrochen.